# Kimishige Ishizaka
Kimishige « Kimi » Ishizaka (石坂 公成), né le 3 décembre 1925 et mort le 6 juillet 2018, est un immunologiste japonais qui découvre, aux côtés de son épouse Teruko Ishizaka, les immunoglobulines de classe E en 1966–1967,. Leur travail est considéré comme une importante avancée dans la compréhension de l'allergie, couronné de plusieurs prix prestigieux dont le prix international de la fondation Gairdner en 1973 et le Prix japonais en 2000 pour ses travaux,.

## Biographie
Ishizaka suit des études de médecine à l'université de Tokyo, où il obtient son doctorat en 1948. De 1953 à 1962 il dirige la division d'immunosérologie au département de sérologie aux National Institute of Health du Japon. Pendant son mandat, il passe deux ans comme « research fellow » au California Institute of Technology (1957–1959),.
En 1962, Ishizaka et son épouse Teruko sont recrutés par le Dr Sam Bukantz, directeur médical du Children's Asthma Research Institute and Hospital (CARIH), et déménagent à Denver, dans l'État du Colorado aux États-Unis. Il y devient professeur assistant en microbiologie à la University of Colorado Medical School, ainsi que chef d'immunologie au Children's Asthma Research Institute qui y est associée,. En 1965, il est promu professeur associé à l'université du Colorado à Denver.
Lors de leur séjour aux États-Unis, les Ishizaka découvrent les immunoglobulines de classe E (IgE) en 1966-1967, et leur interaction avec les mastocytes. Ils démontrent le rôle central des IgE dans le déclenchement du rejet de l'histamine par les mastocytes. Leurs découvertes sont considérées comme un tournant majeur en immunologie et dans la compréhension de l'allergie,.
En 1970, Ishizaka est nommé « professeur O'Neill » de médecine et microbiologie à la School of Medicine de l'Université Johns-Hopkins à Baltimore, au Maryland, ainsi que professeur en biologie à la faculté des Arts et Sciences. De 1982 à 1986, il est président du Collegium International Allergologicum. Il est élu à l'Académie des Sciences des États-Unis en 1983. Ishizaka reste à l'université jusqu'en 1989 lorsqu'il devient directeur scientifique, puis président en 1990, du La Jolla Institute for Allergy and Immunology (en) à La Jolla, en Californie.
Après sa avoir pris sa retraite en 1996, il retourne au Japon et devient directeur honoraire de l'Institut d'Immunologie à l'Université de Yamagata.

## Distinctions
Les Ishizaka reçoivent de nombreuses distinctions pour leurs travaux en allergologie et immunologie. En 1972, ils reçoivent le Passano Foundation Award (en). En 1973, Kimishige reçoit le prix Paul-Ehrlich-et-Ludwig-Darmstaedter allemand, le Prix Takeda (en), le premier Scientific Achievement Award de l'association internationale d'allergologie et le prix Gairdner avec son épouse.
En 1974, il reçoit le prix Asahi, le Prix impérial de l'Académie japonaise des sciences, et l'Ordre de la Culture japonais,. En 1979, ils reçoivent le prix Borden. En 2000, il reçoit le seizième Prix japonais,.

## Vie personnelle et décès
Ishizaka est marié à Teruko Ishizaka, sa partenaire pour la plupart de ses découvertes. Il meurt d'une défaillance cardiaque le 6 juillet 2018 à 92 ans, à l'hôpital universitaire de Yamagata.